# عصر ما بعد الغرب
.

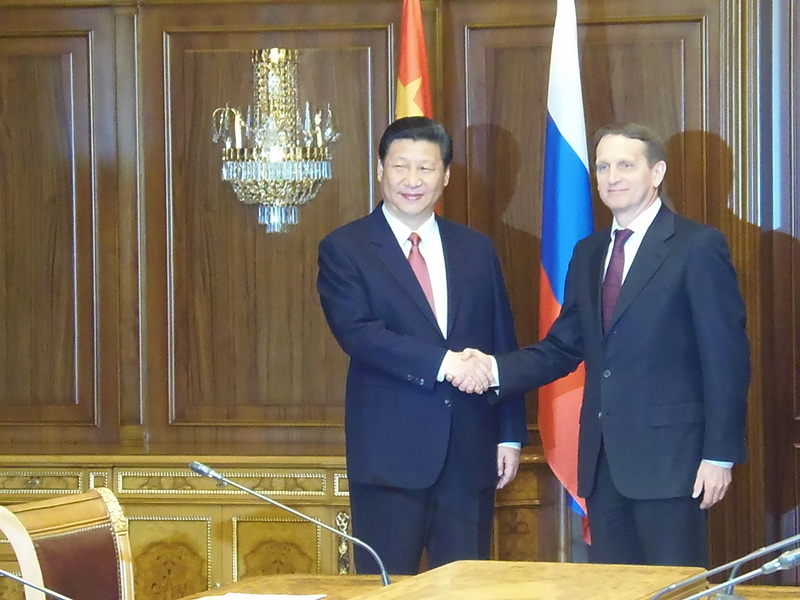
الرئيس الصيني شي جين بينغ في مجلس الدوما الروسي. يتوقع الكثير أن عصر ما بعد الغرب سيشهد هيمنة قوى آسيوية كالصين

عصر ما بعد الغرب (بالإنجليزية: Post-Western era)‏ -يُعتبر أحيانًا مصطلحًا مرادفًا لـعصر ما بعد أمريكا (بالإنجليزية: post-American era)‏- هو فترة زمنية مُتوقع بدؤها في القرن الحادي والعشرين أو بعده حيث يفقد فيها العالم الغربي غلبته وهيمنته، وتصعد قوى حضارية أخرى وتزداد سلطتها كالقوى الآسيوية.